# Hans Olmützer
Hans Olmützer (auch Hans Olomuczer; * vor 1473 in Olmütz, Mähren; † nach 1503) war ein mährischer Bildhauer und Holzschnitzer. Seine Görlitzer Werke am Ausgang des Mittelalters zählen zu den „herausragenden spätgotischen Bildhauerarbeiten im östlichen Mitteleuropa“.

## Biographie
Olmützer stammte aus der Bischofsstadt Olmütz. 
Er soll ein typischer Wanderkünstler gewesen sein. Er arbeitete zunächst in Mähren, dann in den 1470er Jahren im Bodenseeraum und in der westlichen Schweiz. Es wurde versucht, ihm Werke aus dieser Zeit zuzuschreiben, gesichert sind aber keine. Zwischen 1473 und 1478 war er Meistergeselle bei Peter Zeiner in Zürich und selbstständiger Bildschnitzer in St. Gallen.
Sein Leben war offenbar geprägt von mehreren Konflikten. Zunächst zerstörte ihm 1473 in Zürich der Apotheker Kaspar Schneberg, in dessen Haus sich Olmützers Werkstatt befand, aus Vergeltung wegen Ruhestörung eine seiner Skulpturen. Im selben Jahr gab es einen zweiten ‚offenbar recht heftige[n]‘ Konflikt mit den ‚Gebrüdern Lochmann‘ zulasten Olmützers.
1479 ging er nach Konstanz und heiratete. 1483 zog er nach Breslau, wo er ein Haus erwarb, und 1488 nach Görlitz. Sofort bekam er den Auftrag für einen Marienaltar. Offenbar ist dieser Auftrag lange mit dem Marienaltar („Goldene Maria“) in der Dreifaltigkeitskirche verwechselt worden, was als widerlegt gilt. Dass Olmützer das 1488 am Görlitzer Rathausturm angebrachte Wappen des böhmischen Königs Matthias Corvinus ausgearbeitet hätte, ist nach Walther Biehls Feststellung (1961) gar nicht möglich, wonach der Steinmetz bis zum 20. September 1488 fast ein Jahr („ein Jahr weniger fünf Wochen“) daran gearbeitet habe, wie in den Görlitzer Ratsannalen beschrieben. Zuletzt Kai Wenzel (2009, 2012) schrieb ihm dieses Werk zu.

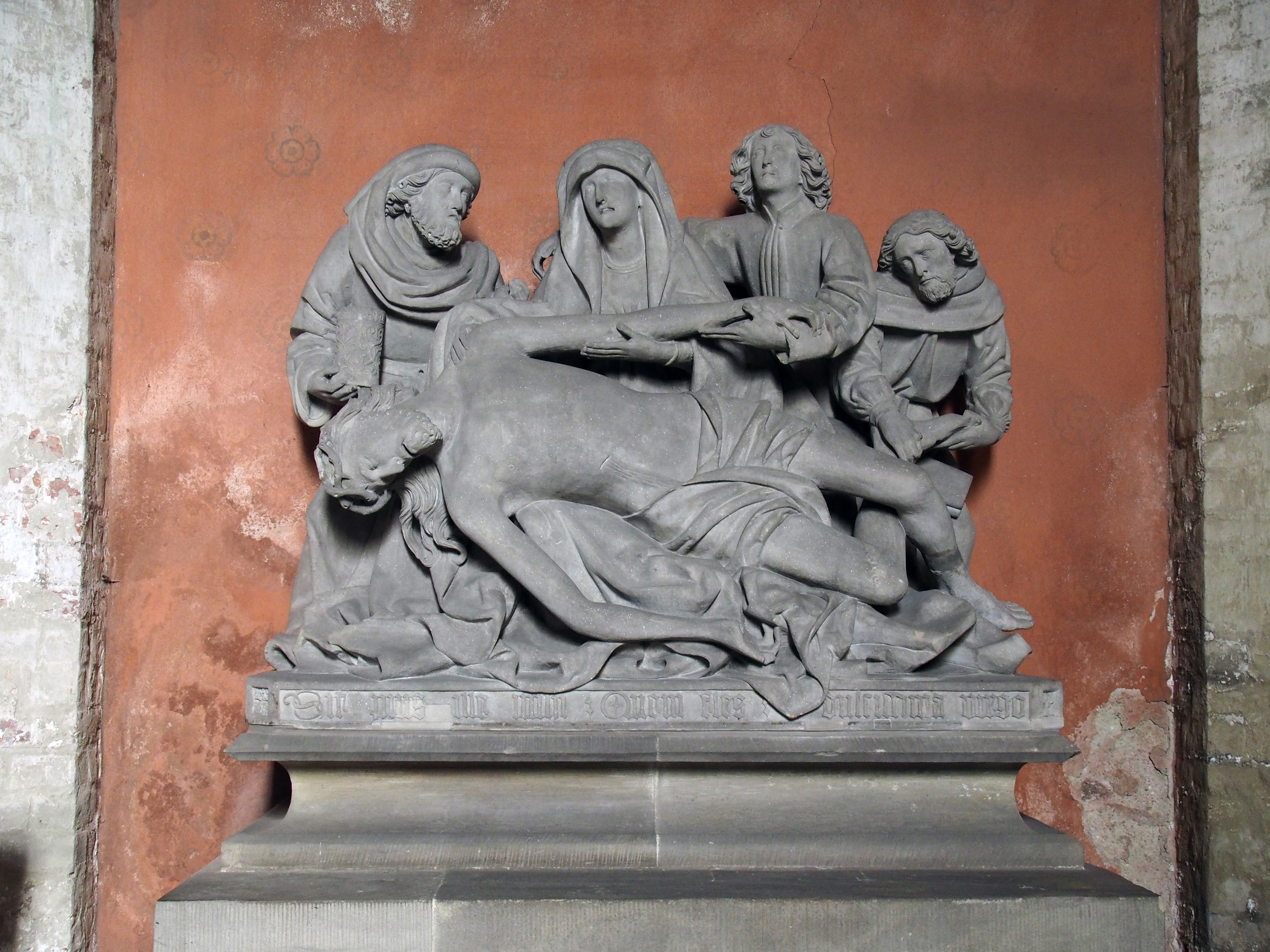
Beweinungsgruppe (Barbarakapelle)

1492 begann er an der von Georg Emmerich gestifteten, heute in der Barbarakapelle aufgestellten Beweinungsgruppe zu arbeiten. In seiner Görlitzer Werkstatt bildete er Jorg Radisch und Paul Doring zu Bildschnitzern aus. Im Jahr 1503 schnitzte Olmützer den Annenaltar für die erst später genehmigte Annenkapelle des Großhändlers Hans Frenzel.
Schon im Jahr 1495 hatte ein Streit mit dem Görlitzer Rat über die Rechtmäßigkeit Olmützers Meistertitels begonnen. Um die Sache zu klären, schrieb der Rat Briefe an die Hüttenbaumeister der Städte Prag (1497), Passau und Wien (1499), vermutlich aber ohne Erfolg. Nachdem Olmützers Gesellen Radisch und Doring infolge des Streits seine Werkstatt verlassen hatten, empfing er am 10. Juni 1503, vielleicht auf eigenen Wunsch, ein Entlassungs- und Empfehlungsschreiben, worin letztlich zumindest seine öffentlich wahrgenommene Frömmigkeit und die seiner Familie hervorgehoben wurde. Am 16. Juni verkaufte er sein Breslauer Haus. Über die folgenden Jahre gibt es keine sichere Auskunft.
Olmützer sicher zugeschriebene Werke
Sicher zugeschrieben werden können Olmützer fünf Werke: Hauptaltar für St. Peter und Paul (ab 1488), Beweinungsgruppe in der Barbarakapelle der Dreifaltigkeitskirche (1492), Steinerne Gruppe Maria mit dem Leichnam Christi in der Salbungskapelle des Heiligen Grabes in Görlitz (Ende 15. oder Anfang 16. Jahrhundert), hölzerne Kreuzigungsgruppe, vormals gestanden in der Oberkirche bzw. Dreifaltigkeitskirche (1501), Annenaltar für Hans Frenzels Annenkapelle (1503).